# Сальгеро, Хосе Антонио
Хосе Антонио Сальгеро Гарсия (исп. José Antonio Salguero García; род. 25 января 1960, Фуэнте-де-Пьедра, Андалусия) — испанский футболист, защитник.

## Карьера

### Клубная карьера
Во взрослом футболе дебютировал в 1977 году в клубе «Атлетико Малагеньо», где провёл один сезон, после чего стал выступать за клуб «Депортиво Малага».
В 1980 году подписал контракт с клубом «Реал Мадрид», но два сезона провёл в их резервной команде «Реал Мадрид Кастилья». Однако, Сальгеро удалось войти в состав команды, которая завоевала Кубок Испании в 1982 году. В сезоне 1986/87 он стал регулярно выходить в основном составе команды, выступая в паре с другим защитником клуба Мануэлем Санчисом. В сезонах 1985/86 и 1986/87 вместе с командой становился обладателем звания национального чемпиона. Кроме того, Сальгеро регулярно выходил на поле в победных матчах Кубка УЕФА в сезонах 1984/85 и 1985/86.
В 1987 году покинул «Реал Мадрид» и стал выступать за клуб «Севилья». В своём третьем сезоне в клубе вместе с командой получил право выступать на Кубке УЕФА, но во втором раунде проиграл российскому «Торпедо».
Завершил карьеру футболиста в 1995 году в клубе «Мерида», за который выступал с 1992 года.

### Карьера в молодёжной сборной
В 1980 году дебютировал в официальных матчах в составе национальной сборной Испании до 21 года. Всего в составе молодёжной команды страны принял участие в семи матчах.

## Достижения
«Реал Мадрид»
- Чемпион Испании: 1985/86, 1986/87
- Обладатель Кубка Испании: 1981/82
- Обладатель Кубка испанский лиги: 1985
- Обладатель Кубка УЕФА: 1984/85, 1985/86